# Бергман, Питер
Пи́тер Бе́ргман (швед. Pieter Bergman) — шведский морской офицер, картограф. В конце XVII — начале XVIII века состоял на русской службе. Подписывал свои работы: «Pieter Bergman van CarlsCron».

## Этапы службы в России
Питер Бергман был принят на русскую службу во время Великого посольства и прибыл в Россию через Архангельск. В одном из списков нанятых иноземцев, составленном в 1698 году, он записан как «свеянин Питер Берман, констапель».

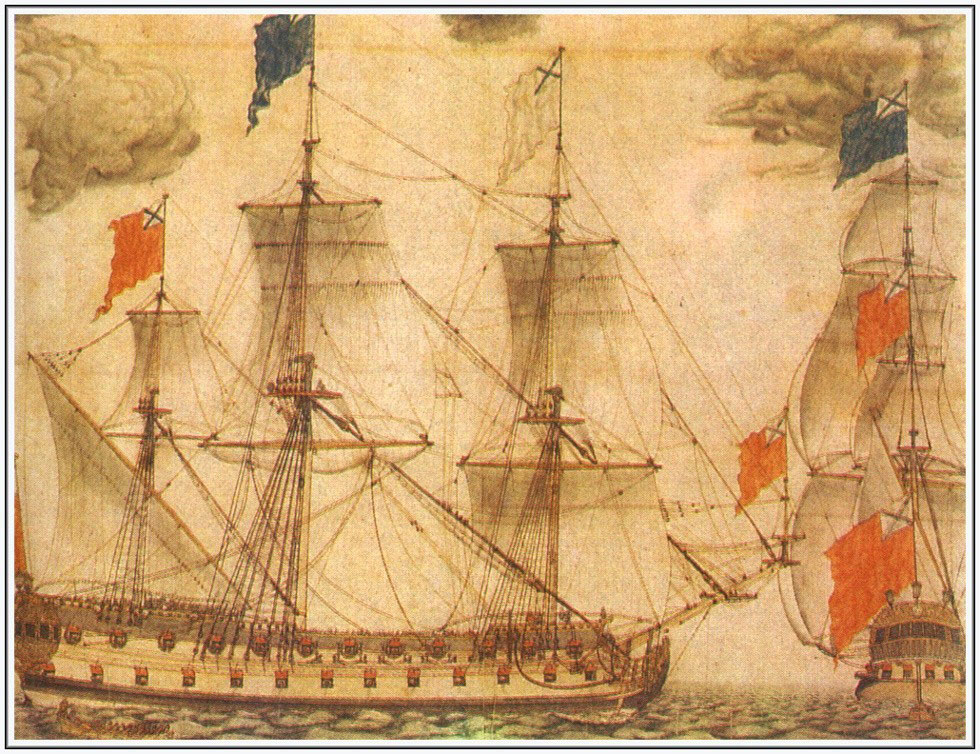
«Гото Предестинация» на чертеже Бергмана (1700 год)

Данных о его службе до 1701 года не выявлено ни по флоту, ни по Адмиралтейству. По-видимому, в мае — июне 1700 года он прибыл в Воронеж. Так как Бергман имел унтер-офицерский чин и артиллерийскую специализацию, он мог быть приписан к экипажу одного из воронежских кораблей. О его пребывании в Воронеже свидетельствует сохранившийся раскрашенный акварелью чертёж корабля «Гото Предестинация», выполненный с беспрецедентной подробностью, датированный автором 26 июня 1700 года. Чертёж был преподнесён одному из высокопоставленных лиц 11 сентября 1700 года и оставался никому неизвестным почти 250 лет, пока не был обнаружен среди неразобранных бумаг Центрального военно-морского музея.
В 1701—1702 годах Питер Бергман участвовал в гидрографических работах, производившихся под руководством Ф. М. Апраксина и Корнелиуса Крюйса. В этот период Бергман создал восемь рукописных карт устья Дона и Азовского моря, что позволило историку Н. А. Комолову справедливо назвать его «весьма плодовитым картографом».
Летом 1703 года по приказанию Ф. М. Апраксина в чине поручика Бергман вместе с Х. Г. Отто были привлечены к обучению констапелей.
Последнее упоминание имени Питера Бергмана в документах относится к 1706 году. В феврале этого года Ф. М. Апраксину поступил указ отправить комендора Бергмана с двадцатью иноземцами в Казань для подготовки пяти судов к походу в Астрахань. Дошла до нашего времени также роспись материалов, необходимых для оснащения этих судов, подписанная Бергманом в апреле 1706 года. Есть также роспись и командного состава, в которой Питер Бергман в чине комендора назван командиром одного из судов. Дальнейшая судьба его остаётся неизвестной.

## Сохранившиеся работы
- Чертёж (акварель) корабля «Гото Предестинация» (1700)
- Навигационная карта Азовского моря (1701)
- Специальная карта Азовского моря (1701)
- Карта Белосарайской косы (не датирована)
- Карта устья реки Кальмиус с указанием глубин Азовского моря у её впадения (1702)
- Карта гавани Таганрога (1702)
- Новая точная карта Азовского моря от Таганрога до Белосарайской косы (1702)
- Карта Керченского пролива (1702)
- Новая карта всего Азовского моря от Азова до Керчи (1702)

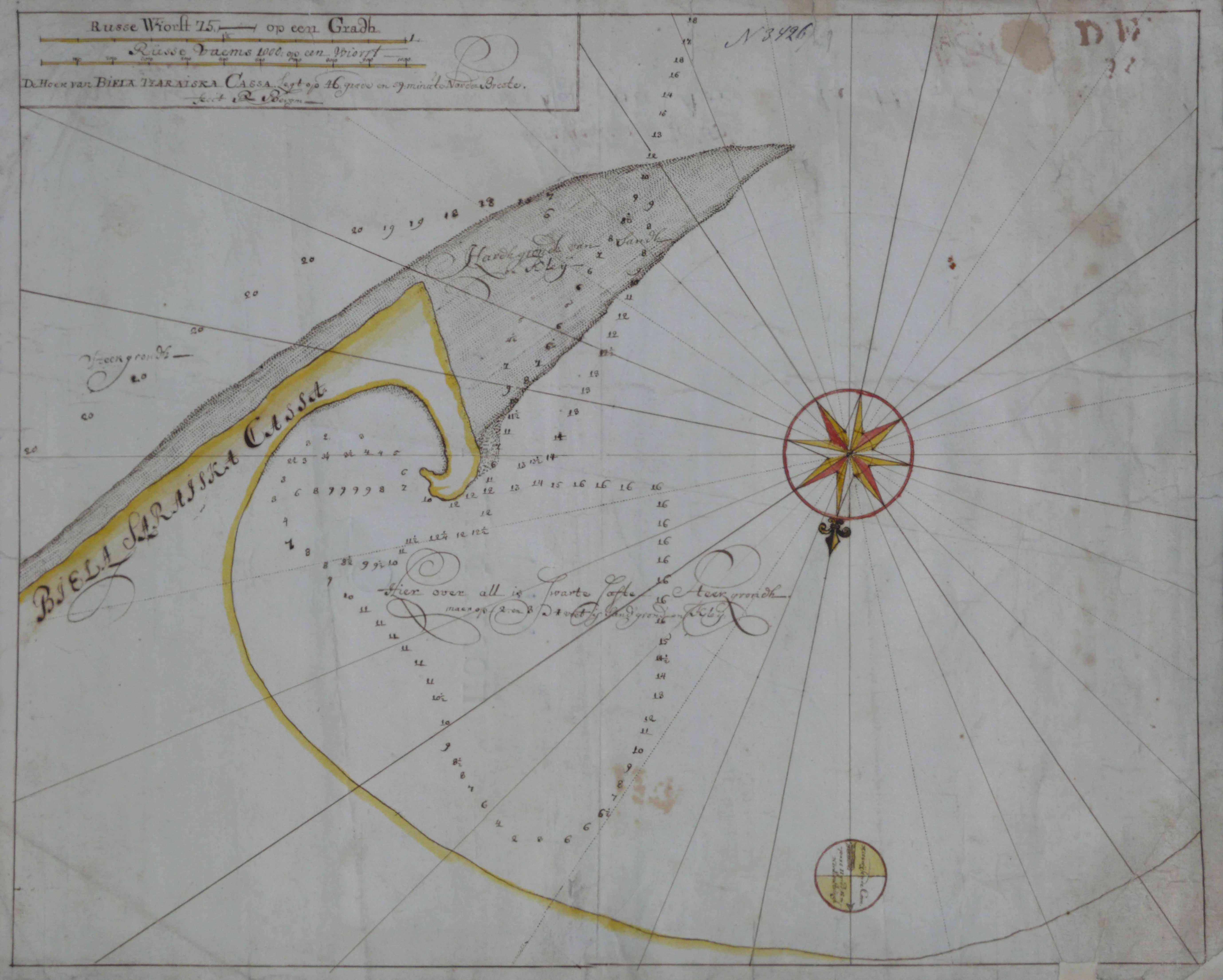
Белосарайская коса
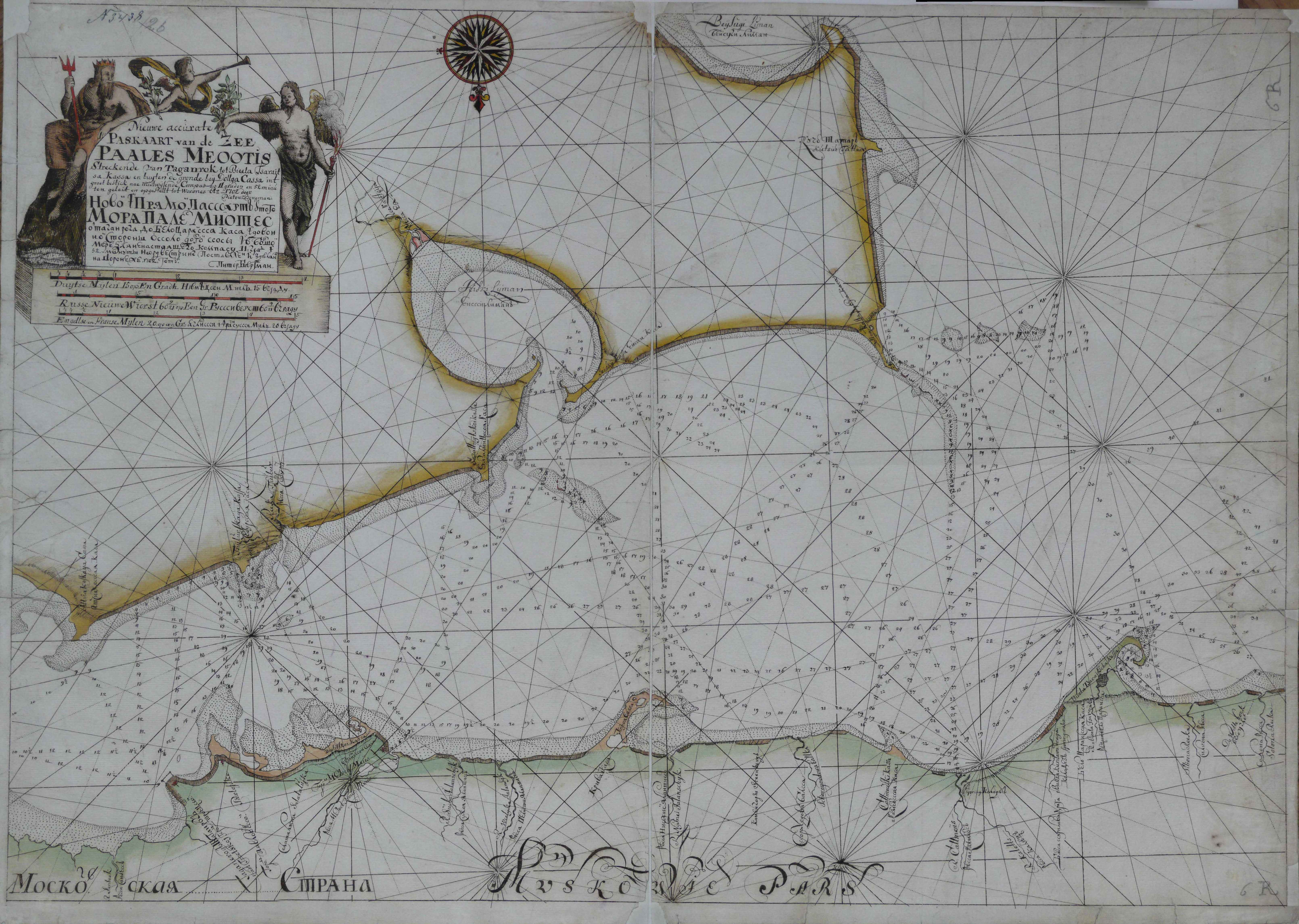
Таганрогский залив (1702)
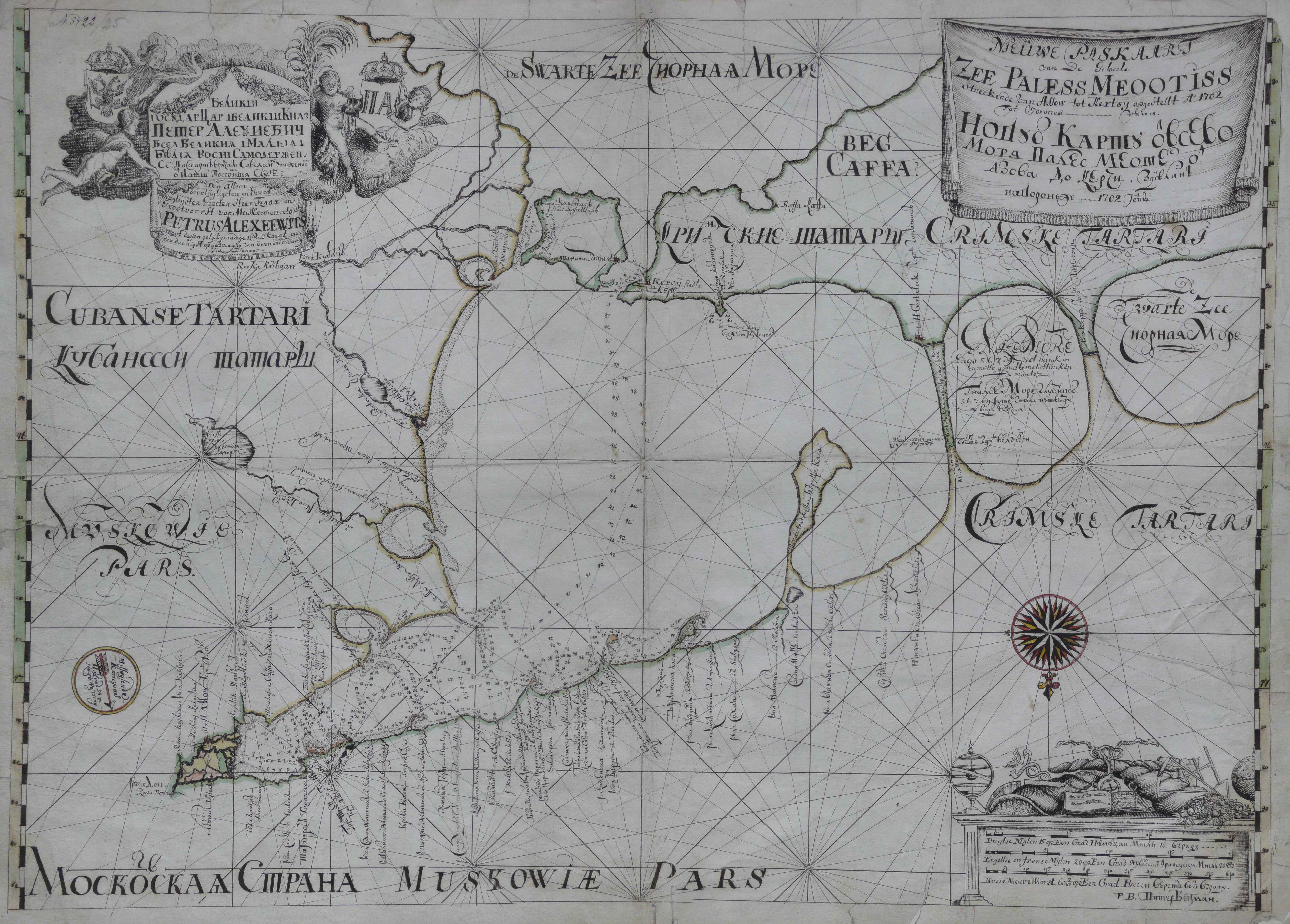
Азовское море (1702)
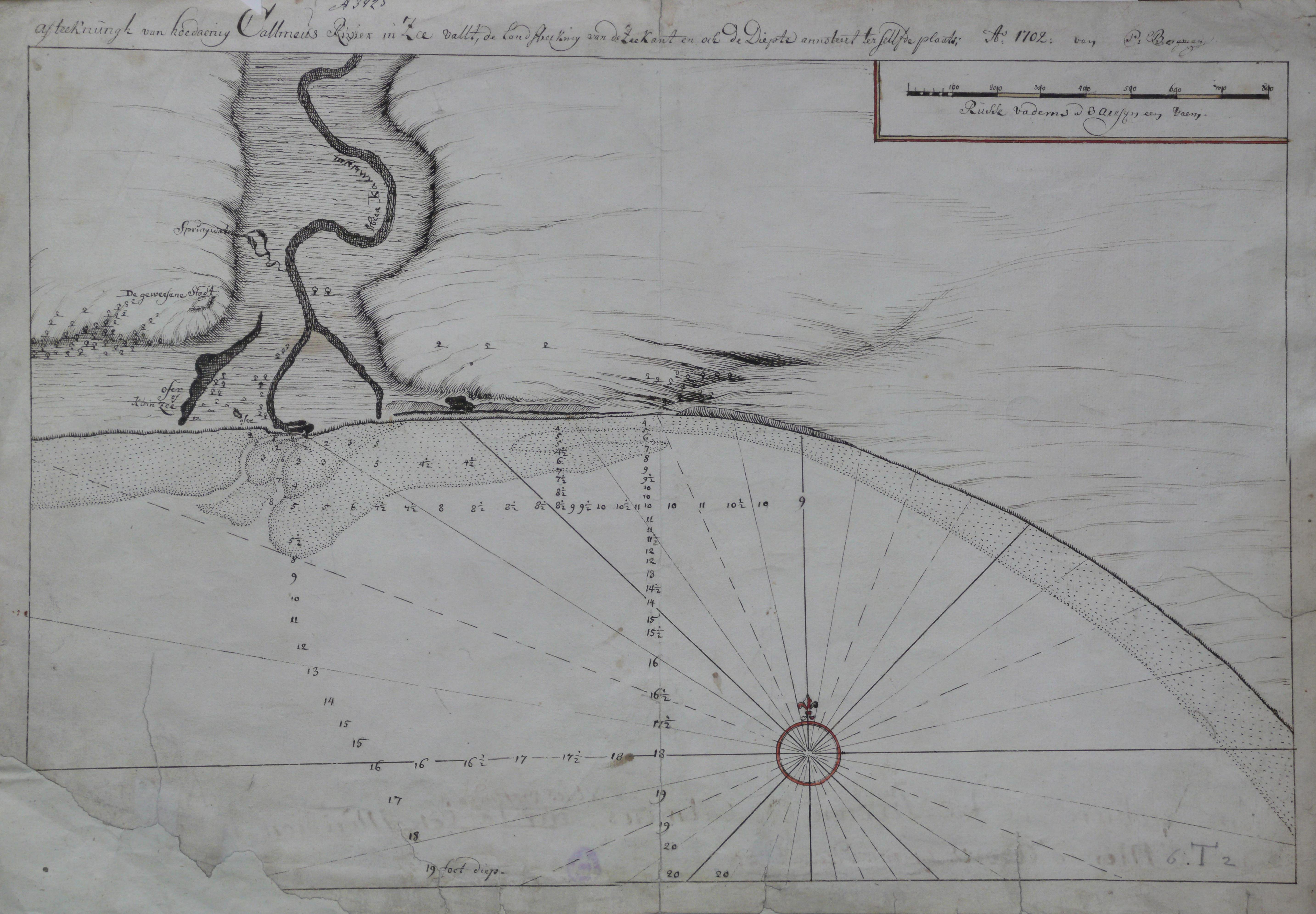
Устье Кальмиуса (1702)